# Ian Thorpe
Ian James Thorpe OAM (Milperra, Sydney, 13 d'octubre de 1982) és un nedador australià anomenat Thorpedo i Thorpey. Aconseguí cinc medalles d'or als Jocs Olímpics, la millor marca obtinguda per un esportista australià. El 2001 es convertí en el primer nedador a guanyar sis medalles d'or en un Campionat Mundial de Natació. En total, Thorpe sumà onze medalles d'or en aquesta competició, que és la segona millor marca aconseguida per un nedador, rècord en possessió del nord-americà Michael Phelps. Thorpe és, juntament amb Michael Phelps, l'única persona que ha estat nomenada "Nedador de l'any" en quatre ocasions, distinció concedida per la revista Swimming World Magazine (El món de la natació), i fou "Nedador australià de l'any" des de 1999 fins al 2003. Els seus èxits esportius l'han convertit en un dels atletes més populars d'Austràlia, que unit a les seves iniciatives benèfiques el van convertir, l'any 2000, en el "Jove australià de l'any". Ha rebut l'Orde d'Austràlia, una prestigiosa distinció honorífica.
Als 14 anys es convertí en l'home més jove en representar el seu país, Austràlia. La seva victòria en els 400 metres estil lliures en el Campionat Mundial de Natació de Perth, el 1998, el convertí en el campió mundial més jove de la categoria. Després d'aquesta victòria, Thorpe dominà en totes les curses de 400 metres lliures, guanyant cada competició que disputà: Jocs Olímpics, Campionats del Món, Jocs de la Commonwealth i en els Campionats de Natació Pan Pacific, fins a la interrupció de la seva carrera després dels Jocs Olímpics d'Atenes.
A més de 13 records mundials en proves individuals, Thorpe participà activament en els relleus australians, agregant a les seves estadístiques les victòries en 4x100 metres i 4x200 metres a Sydney, afegint-hi cinc records mundials en els relleus. Les seves victòries en els 200 i 400 metres i el seu bronze en els 100 metres a Atenes el converteixen en l'única persona en guanyar medalles en les proves de 100, 200 i 400.
Després dels Jocs d'Atenes, Thorpe s'agafà un any sabàtic fora de la natació, programant la seva tornada per als Jocs de la Commonwealth a Melbourne l'any 2006. A causa d'un atac de mononucleosi infecciosa fou obligat a abandonar la competició.
Se suspengueren els posteriors entrenaments programats als Estats Units i anuncià la retirada de la competició el 21 de novembre de 2006 a l'edat de 24 anys, per manca de motivació. El 31 de març de 2007, es publicà la notícia que Thorpe podia haver tingut problemes per un resultat anormal en una anàlisi de sang que contenia un alt nivell de testosterona.
La Federació Internacional de Natació (FINA) confirmà que existia una apel·lació sobre la rellevància de les proves "positives" del maig de 2006, però no precisà la identitat del nedador australià.
Des de principis de 2011 hi va haver moltes especulacions sobre el retorn de Thorpe a la natació, alimentada per persones que afirmaven haver-lo vist entrenar. Aquestes especulacions s'acabaren el 2 de febrer de 2011, quan Thorpe va oferir una roda de premsa en què confirmà la seva intenció de tornar a la piscina per tal de lluitar per les medalles als Jocs Olímpics de Londres de 2012, quatre anys després d'haver deixat la natació.

## Inicis
Thorpe pesà en néixer 4,1 kg i mesurà 59 cm. Cresqué en una família d'àmplia tradició esportiva en els suburbis de Milperra. El pare d'Ian, Ken, fou un talent del criquet de júnior, jugant al club de criquet de Bankstown, a Sydney. Ken fou seleccionat abans que els seus companys Len Pascoe i Jeff Thomson, futurs jugadors de la selecció australiana de criquet. Tanmateix, la pressió del pare de Ken, Cecil, provocà la retirada del seu fill als 26 anys.
La mare de Thorpe, Margaret, també era esportista i competí a la divisió A amb l'equip de netball de Bankstown. El primer contacte d'Ian amb una piscina, la de Padstow, es produí quan acompanya la seva germana gran, Christina, que hi anà aconsellada per un metge; d'aquesta manera, la natació enfortiria el seu canell trencat en un accident que patí quan jugava al pati de casa seva.
De petit, Thorpe fou relegat a suplent a causa d'una al·lèrgia al clor. Per això, no competí fins als set anys en la qual seria la seva primera carrera: un carnaval de l'escola. La seva al·lèrgia el forçà a nedar amb el cap fora de l'aigua; malgrat aquesta poc ortodoxa tècnica guanyà la carrera. De manera progressiva, superà l'al·lèrgia i ascendí a la capitania de l'equip de Nova Gal·les del Sud. L'elecció pel càrrec quedà plenament justificada en guanyar nou medalles d'or en la seva categoria en el Campionat estatal de piscina de 25 m per edats (State Age Short Course Championships), el setembre de 1994.
El 1995 inicià els estudis d'educació secundària a la East Hills Boys Technology High School, va canviar d'entrenador per poder nedar amb la seva germana, i va ser tutelat per Doug Frost. Fou un gran any per la família, amb la selecció de Christina per formar part de l'equip nacional amb el qual va competir en els Campionats de Natació Pan Pacific 1995 a Atlanta (EUA).
Ian, que ja mitjança 1,85 metres, competí en el seu primer Campionat nacional per edats, i guanyà la medalla de bronze en els 200 i 400 metres lliures.

### Debut nacional
Thorpe competí en els Campionats Nacionals per edats de 1996 a Brisbane, guanyant cinc medalles d'or, dues de plata i dues més de bronze. Els temps assolits eren, de mitjana, dos segons més ràpids per cada 100 metres que els dels guanyadors de la medalla de plata. Amb els temps aconseguits a la prova de 400 metres lliures i 200 metres esquena, qualificà pels Campionats Australians, que eren els esdeveniments de qualificació pels Jocs Olímpics d'Atlanta. Frost sabia que Ian no tenia possibilitats d'acabar a les dues primeres posicions de cap prova; malgrat això l'envià per guanyar experiència competint a la categoria d'edat de major qualitat en el país. Thorpe no va aconseguir la classificació, acabant en el lloc 23 en els 400 metres estil lliure i el 36 en els 200 metres esquena.
A finals de 1996, Ian havia crescut, arribant als 1,90 m d'alçada i 90 kg de pes, aconseguint la qualificació pels Campionats Australians de Piscina curta. Fou una nova oportunitat per Thorpe d'assolir la selecció nacional, car eren proves pel Campionat Mundial de Natació en Piscina Curta de 1997 a Göteborg, Suècia. Qualificà en segon lloc per la seva primera final nacional en 400 m. estils, però a la final nedà més lent i no assolí la selecció al Campionat Mundial.
El 1997 s'inicià amb el Campionat de Nova Gal·les del Sud, on finalitzà segon rere Malcolm Allen en els 400 metres lliures. El seu temps de 3'59"43 restà 8 s al seu millor record personal, i fou el primer temps per sota dels 4 minuts aconseguit per un nedador de 14 anys a Austràlia.
Thorpe participà en el Campionat Australià a Adelaida sent un seriós pretendent per la selecció australiana que havia de disputar el Campionat de Natació Pan Pacific de 1997 disputat a Fukuoka, Japó. Thorpe i el seu entrenador Frost decidiren retirar-se de la prova d'estils per conservar l'energia per la final d'estil lliure després de les lesions dels medallistes olímpics de 400 m lliures Kieren Perkins i Daniel Kowalski. Thorpe guanyà el bronze rere Grant Hackett i Malcolm Allen, establint un rècord personal de 3'53"44 min. Fou un nou rècord juvenil i la primera de les batalles amb Hackett.
Amb 14 anys i 5 mesos, Ian es convertí en el nedador masculí més jove a ser escollit per l'equip australià superant el record imposat per John Konrads per un mes. Frost mencionà que la causa per la qual Ian fou escollit, fou la seva eventual priorització de l'estil lliure. Thorpe continuà en gran forma i dues setmanes després competí en el Campionat Nacional per edats; participà en dotze proves i guanyà la medalla d'or en deu d'elles conquerint, a més, dos bronzes i superant sis rècords nacionals.

## Els inicis de la carrera internacional

### Debut internacional
Dos mesos abans del Campionat Pan Pacific, Thorpe s'operà d'apendicitis, la qual cosa l'obligà a perdre's dues setmanes d'entrenament. En absència de regles de qualificació per proves específiques a Fukuoka, Thorpe optà per enregistrar-se en els 200 metres lliures i estil papallona i també en els 400 m estils i lliures. Acabà quart a l'eliminatòria dels 200 m lliures, després d'establir un nou rècord personal d'1'51"46 min. Malgrat no haver-se qualificat per la final, participà en els 4x200 m lliures competint amb Michael Klim, Ian van der Wal i Hackett; va endur-se la plata i es va convertir en el nedador més jove a ser medallista en el Campionat Pan Pacific. Thorpe, en els 400 m lliures, es va classificar per la seva primera final internacional, i va remuntar des del cinquè lloc en el pas pels 300 per arribar a guanyar la medalla de plata, per darrere de Hackett, amb un temps de 3'49"64.
El seu esclat en els darrers metres es convertí en la seva carta de presentació, i el temps que enregistrà el classificà en el tercer lloc mundial, amb una marca que l'hagués convertit en plata en els Jocs Olímpics d'Atlanta. A l'octubre de 1997, uns dies després del seu quinzè aniversari, Thorpe competí en les proves classificatòries a Brisbane pel Campionat Mundial de Natació de 1998. Fou seleccionat pel Campionat de Perth al gener, acabant quart i segon en els 200 i 400 m respectivament. Continuà el seu ascens aconseguint un nou rècord personal en ambdues proves.

### Campionat Mundial de Natació de 1998
La primera aparició de Thorpe a la seva terra natal fou en el Campionat Mundial de Natació de 1998, celebrat a Perth. Començà la seva participació amb el relleu 4x200 m lliures assegurant-se un lloc a l'equip en signar un temps d'1'48"85 min. A la final, Klim, que poc abans s'havia convertit en el campió mundial de 200 m lliures, liderà la cursa seguit de Hackett. Thorpe es desempallegà del campió olímpic de 200 m papallona Tom Malchow fent 1'47"67 min, igualant el temps de Klim a la citada final. En acabar el relleu d'Ian, Austràlia es trobava dos segons per davant del rècord mundial i tres segons davant dels estatunidencs. Malgrat que el relleu principal de Kowalski finalitzà la prova a mig segon de la marca del món, fou la primera vegada que Austràlia guanyava aquesta prova a escala mundial des de 1956. Amb el seu primer títol assegurat, Thorpe entrà a la final dels 400 m lliures amb la quarta millor marca mundial, rere Emiliano Brembilla, Hackett i Massimiliano Rosolino. Hackett liderà la prova des de l'inici, establint una còmoda avantatge de 2"29 segons sobre Thorpe al pas pels 300 metres. Encara que Thorpe reduí l'avantatge 1"53 s en els 350 m, Hackett encara posseïa certa distància, que fou arravatada en la darrera braçada per Thorpe, remuntant 1"68 s en els darrers 50 metres. El temps aconseguit (3'46"29 min) fou el quart més ràpid de la història, convertint-se en el campió mundial més jove en proves individuals masculines.
Thorpe es convertí en una estrella mediàtica, col·laborant amb l'Institut de Càncer Infantil, després que el cunyat de la seva germana patís aquesta malaltia. Després del campionat Mundial, Thorpe anuncià que acabaria a distància els seus estudis de desè any.

### Jocs de la Commonwealth de 1998
Thorpe tornà a competir en el Campionat Australià celebrat a Melbourne, les proves del qual eren classificatòries pels Jocs de la Commonwealth de 1998 disputats a Malàisia. Derrotà el campió mundial en els 200 m lliures Michael Klim amb una marca d'1'47"24 min, més ràpid que el temps assolit pel mateix Klim a la final de Campionat Mundial dos mesos abans. Aquest temps li hauria atorgat un rècord en els Jocs de la Commonwealth i li assegurà el seu primer títol nacional. Aconseguí també el títol en els 400 m lliures, territori de Hackett, i marcà 50"36 per endur-se la prova dels 100 m lliures.
Participà en una gira per Europa competint en la sèrie Mare Nostrum, complementant l'èxit obtingut fins al moment i guanyant les tres proves de 200 i 400 disputades a Montecarlo, Barcelona i Canet de Rosselló.
L'ascens d'Ian continuà en viatjar a Kuala Lumpur al setembre per disputar els Jocs de la Commonwealth. La primera prova que disputà fou la dels 200 m lliures, on aconseguí l'or amb un temps d'1'46"70 min, una centèsima per sota del rècord mundial de l'italià Giorgio Lamberti. Participà amb Klim, Kowalski i Matt Dunn en els relleus 4x200 estil lliure trencant el record mundial establert per l'Equip Unificat en els Jocs Olímpics de Barcelona per 9 centèsimes de segon. La ratxa d'Ian acabà en establir un nou rècord personal de 50"21 segons en els 100 m estil lliure, on només va poder ser quart. Posteriorment s'adjudicà la quarta medalla d'or en els 400 metres estil lliure amb un altre rècord personal de 3'44"35 min, 0.55 s més lent que la marca de Kieren Perkins de 1994
Cap a finals de 1999, l'impacte d'Ian en el món de la natació seria reconegut en convertir-se en el nedador més jove a ser nomenat per la revista Swimming World Magazine com el Nedador Mundial de l'Any.

## Màxima esplendor esportiva

### Campionat Panpacific de 1999
1999 s'inicià amb les altes expectatives dels mitjans sobre la possibilitat que Thorpe superés els rècords mundials de 200 i 400 m. La primera oportunitat per fer-ho es donà en el Campionat Australià disputat a Brisbane. Ian nedà els 400 m utilitzant la tàctica d'accelerar en els darrers 150 m guanyant de nou la partida a Hackett però sense superar el rècord, encara en poder de Perkins, per tan sols 5 centèsimes. Hackett, dolgut per haver estat descartat per l'equip de relleus de l'any anterior que obtingué el record del món, capgirà les prediccions en la prova dels 200 m vencent Thorpe en els darrers 50 m.
Thorpe finalitzà el campionat continuant la progressió en els 100 m lliures, amb una marca de 49"48 s, la primera vegada que baixava dels 50 s. Immediatament després, els australians viatjaren cap a Hong Kong per disputar el Campionat Mundial de Natació en Piscina Curta de 1999, on finalment Thorpe aconseguí el rècord mundial, establert nou anys enrere per Lamberti en els 200 m lliures, el rècord mundial més antic. Hackett, però, el relegà a la plata en els 400 m, amb un registre 5 segons per sota de l'aconseguit per Thorpe l'any anterior.
El Campionat Panpacific de 1999 es disputà a l'agost en el Parc Olímpic de Sydney, com a aperitiu dels Jocs Olímpics de Sydney. Amb l'expectativa que Thorpe s'endugués els rècords mundials, fou la primera ocasió que l'esdeveniment es televisà a Austràlia. Fou el primer campionat internacional que Thorpe disputà a la seva ciutat natal. La nit inaugural visqué la competència directa entre Hackett i el sud-africà Ryk Neethling a la final dels 400 m lliures. La carrera començà igualada amb el trio superant els 200 m en grup, a ritme de rècord mundial. Tanmateix, Thorpe accelerà, agafant cos i mig de distància en els següents 40 metres, i marcant un temps parcial d'1"86 s per sota del rècord del món al seu pas pels 300 m. L'avantatge fou augmentant, finalitzant la cursa en un temps de 3'41"83 min, quasi dos segons millor que el rècord mundial, i cobrint la segona part de la carrera en quasi el mateix temps que la primera
Talbot reaccionà davant aquella actuació motejant Thorpe com "el millor nedador que hem (Austràlia) tingut", mentre que l'estatunidenc quatre vegades medallista d'or en Jocs Olímpics Rowdy Gaines, comentava per les NBC que: "…fou un sprint destructor des dels 250 m, mai havia vist res semblant… He viscut en l'ambient de la natació i és amb facilitat, la carrera més sorprenent que mai hagi vist". Una fórmula usada per l'Associació Internacional d'Estadístiques de la Natació per comparar rècords mundials en diferents proves donà a aquest la més alta qualificació de tots els rècords del moment. Thorpe immediatament donà els 25.000 dòlars australians que rebé com a bonificació per ser la primera persona a superar un rècord mundial en aquella piscina a caritat. La mateixa nit, Thorpe col·laborà en la victòria australiana en la final de relleus 4x100 m estil lliure, derrotant per primer cop els Estats Units, amb un parcial de 48"35 s.
La nit següent, en les semifinals dels 200 m estil lliure, Thorpe superà el rècord mundial establert per Hackett amb una diferència de 33 centèsimes de segon, parant el cronòmetre en 1'46"34 min. L'endemà tornà a superar el rècord, baixant-lo fins a 1'46".
Finalitzà el Campionat liderant els relleus 4x200 m estil lliure, fent equip amb Klim, Hackett i Bill Kirby guanyant de nou els Estats Units amb una marca de 7'08"70, 3 segons menys que l'anterior rècord mundial. Thorpe aconseguí quatre rècords mundials en quatre nits.
Després del Campionat Papacific, els assessors de Thorpe anunciaren la signatura d'un contracte confidencial amb la marca esportiva Adidas, afirmant que el nedador competiria amb el seu nou banyador de cos sencer. Això desencadenà un problema, car l'equip australià era patrocinat per la marca Speedo. Afegint-se a les circumstàncies comercials, Thorpe patí un incert any esportiu quan, a l'octubre es trencà un os del turmell mentre muntava a cavall.
Malgrat aquest fet fou novament nomenat Nedador de l'Any del Món per la revista Swimming World i per Swimming Australia com a Nedador de l'Any. En una categoria més àmplia fou nomenat Jove Australià de l'Any Esportista Estrella de l'Any de l'ABC i Atleta Masculí de l'Any pels Premis Esportius Australians

### Preparant els Jocs Olímpics de Sydney de 2000
Thorpe inicià l'any 2000 tot valorant la possibilitat d'afegir una tercera prova individual en l'itinerari dels Jocs Olímpics. Pel gener, participà en els 1.500 metres estil lliure en el Campionat de Nova Gal·les del Sud, i guanyà. Durant el Tour de la Copa Mundial d'Europa de la FINA sorgiren, però, comentaris sobre la possibilitat que Thorpe utilitzés esteroides. L'entrenador alemany Manfred Thiesmann comentà que: Tots sabem que Lamberti estava inflat i els seus temps duraren llarg temps, però Thorpe no només els està superant sinó que ho fa per segons. La delegació australiana assenyalà l'historial de Thorpe, mentre que l'editor en cap de la revista Swimming World, Phillip Whitten, declarà amb seguretat que Thorpe estava net: No hi ha cap raó per sospitar que Ian Thorpe s'està dopant. Detallades anàlisis de les braçades sota l'aigua mostren que té una tècnica extraordinària. A més, no mostra cap dels senyals físics derivats de l'ús de les drogues. Els seus atributs físics, talent natural, excel·lent entrenament i tècnica superior són la causa de les seves supèrbies actuacions.
Les seves dificultats s'agreujaren durant l'estança a Berlín, Alemanya, quan per sorpresa s'hagué de sotmetre a un control antidopatge. Sense poder localitzar els contenidors requerits, els oficials de les proves demanaren permís per deixar aquella nit les proves sense segellar en el frigorífic, situació contrària a l'estipulada en el protocol de seguretat, permís que fou denegat per l'australià. Després d'un tens punt mort, s'arribà a un compromís: oficials de policia alemanys serien els encarregats de protegir les mostres.
A causa d'aquesta la situació, Thorpe sortí més motivat que mai, rebaixant en més d'1,5 segons el rècord mundial de 200 metres estil lliure en piscina curta, rebent una gran ovació del públic alemany, que no estava d'acord amb els comentaris vessats per Thiessman. Donat el context de la carrera, Thorpe la catalogà com la millor actuació de la seva carrera esportiva, per davant de les victòries en Jocs Olímpics i Campionats Mundials. A la tornada d'Europa, li fou atorgat el permís per vestir el banyador d'Adidas en lloc de l'uniforme australià proveït per Speedo.
Amb totes les incerteses superades, Thorpe es concentrà per disputar les proves de qualificació pels Jocs Olímpics de Sydney, el maig del 2000. De nou, superà el record del món dels 400 metres rebaixant en 5 dècimes de segon la seva anterior marca (3'41"33) per guanyar la seva primera qualificació a la selecció olímpica. L'endemà retallà en 31 centèsimes el seu propi rècord mundial de 200 metres fixant el temps en aquella semifinal en 1'45"69 minuts, abans de rebaixar-lo una vegada més amb el temps d'1'45"51. El seu intent per participar en una tercera prova fracassà, en quedar quart a la final dels 100 metres, i finalment decidí no participar en la prova dels 1.500 metres.
Gràcies a les repetides millores obtingudes en els seus propis records mundials, Thorpe aixecava força expectació entre el públic australià. Una enquesta duta a terme indicà que el 79% dels australians consideraven Thorpe com l'atleta que esperaven veure, molt per damunt de Cathy Freeman. Thorpe i Frost viatjaren a Colorado per entrenar-se un mes en alçada i allunyar-se dels mitjans australians, però no evitaren que els entrenadors nord-americans controlessin cada acció que realitzava. Les acusacions de l'ús d'esteroides continuaven, en aquesta ocasió de part del capità alemany Chris-Carol Bremer, qui afirmà que: "les seves mans i peus són particularment llargs" a causa de l'ús de l'hormona del creixement humà. Thorpe negà aquestes declaracions i fou cridat per realitzar una anàlisi sanguínia; ell prometé que es mantindria congelada una mostra per poder provar la seva innocència.

### Jocs Olímpics de Sydney 2000

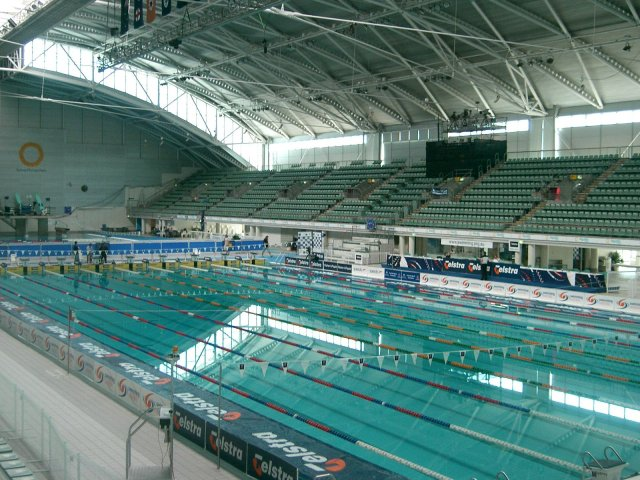
Centre Olímpic Parc Aquàtic de Sydney (Austràlia).

En iniciar-se la competició, el públic australià esperava que Thorpe aconseguís diverses marques mundials i medalles d'or. El Daily Telegraph de Sydney publicà, cobrint completament la primera pàgina, el titular Invincible (invencible en anglès). A la primera prova que competia, els 400 m, fou capaç de superar el rècord olímpic durant l'eliminatòria de classificació. Ja a la final, i sota la pressió d'aconseguir el primer or per Austràlia, sostingué el lideratge durant tota la carrera, malgrat que l'italià Massimiliano Rosolino es trobés a menys d'un cos al pas pels 300 m. Thorpe s'adjudicà la prova establint una nova marca mundial de 3'40"59 min. Exàmens secrets duts a terme pel Comitè Olímpic Italià anteriors a les olimpíades, mostraren que Rosolino tenia nivells anormals d'hormona del creixement humà. Sense comptar amb la participació de Rosolino, Thorpe deixà el guanyador del bronze, Klete Keller, a 15 metres.
Thorpe participà aquella mateixa nit al costat de Klim, Chris Fydler i Ashley Callus en els relleus 4x100 m estil lliure. Amb Klim trencant el rècord mundial individual, Fydler i Callus no perderen l'avantatge respecte al combinat estatunidenc, deixant a Thorpe el darrer relleu, en competència amb Gary Hall Jr. Austràlia s'adjudicà l'or amb 17 centèsimes d'avantatge i imposant un nou rècord del món, 3'13"67 min.
Quan Thorpe superà el rècord olímpic dels 200 m a les eliminatòries el matí següent, el seu principal rival el neerlandès Pieter van den Hoogenband declarà "No estic pensant realment en l'or. Només vull una medalla i estar present al podi". Malgrat les declaracions el neerlandès rebaixà en poc més d'un segon la seva marca personal en la seva semifinal, superant el rècord de Thorpe per només 16 centèsimes (1'45"35 min). Thorpe qualificà només 2 centèsimes més lent i es trobà sota gran pressió per guanyar l'or l'endemà després dels dos ors aconseguits la primera nit.
L'endemà, Van den Hoogenband realitzà una sortida fulgurant, seguit a la marca dels 100 m per Thorpe a només 4 centèsimes. Ambdós nedadors arribaren empatats a la marca dels 150 m, però Thorpe fou incapaç de remuntar davant un Van den Hoogenband que igualà el rècord mundial. Thorpe, amb un temps d'1'46"83 min, nedà per primer cop més lent a la final que a les jornades classificatòries.
Thorpe es recuperà de la derrota amb la victòria en els 4x200 m estil lliure, amb un avantatge de 10 metres sobre l'estatunidenc Scott Goldblatt en el primer relleu. Malgrat que Thorpe fou incapaç d'aconseguir la marca mundial individual, ell, Klim, Kirby i Todd Pearson baixaren el seu propi rècord mundial a 7'07"05 min, més de cinc segons per davant dels nord-americans. Thorpe arrodoní la seva participació en els Jocs nedant la final dels relleus 4x100 combinats, enduent-se la medalla de plata quan el relleu finalitzà per darrere dels EUA. Les actuacions de Thorpe sent el millor medallista australià dels Jocs, foren reconegudes quan el Comitè Olímpic Australià li concedí l'honor de dur la bandera a la cerimònia de clausura.
A finals d'any fou de nou escollit Nedador de l'Any per la revista Swimming Australia, però fou Van den Hoogenband el nominat com a Nedador Mundial de l'Any segons la Swimming World Magazine.

### Campionat Mundial de Natació de 2001
En el Campionat Australià celebrat a Hobart el mes de març de 2001, Thorpe afegí els 800 metres estil lliure al seu repertori, just quan la FINA sumà aquesta prova en el Campionat Mundial de Natació. Thorpe començà la competició defensant amb èxit el seu títol en els 400 metres estil lliure amb un temps de 3'40"76 min, només 17 centèsimes per sota del seu propi rècord del món.
La nit següent, en la prova dels 800 m, s'adjudicà còmodament l'or, amb tres cossos de distància respecte Hackett, rebaixant el rècord del món en possessió de Kieren Perkins des de 1994 i superant-lo per més de 4 segons.
Guanyà el seu tercer títol en tres dies retallant 66 centèsimes a la marca mundial de Van den Hoogenband en els 200 metres deixant-la en 1'44"69 min.
Aquesta actuació el convertí en el tercer nedador, conjuntament amb John Konrads i Tim Shaw en tenir marques mundials en tres distàncies al mateix temps. La posterior victòria en els 100 metres lliures amb un nou rècord personal de 46"05 segons el convertiren en el primer nedador des de Konrads el 1959 en retenir tots els títols australians d'estil lliure dels 100 als 800 metres.
Thorpe arribà a Fukuoka sota una immensa pressió, sent escollit per TV Asahi (televisió japonesa) com l'atracció de l'esdeveniment. Amb els relleus 4x100 m lliures disputant-se després dels 400 m individuals aquella mateixa nit, Thorpe semblava estar conservant energia quan arribà a la marca dels 200 m dos segons per sota de la marca del món. Malgrat l'acceleració de Thorpe, es trobava 93 centèsimes per darrere a l'inici de la seva darrera volta, acabant el relleu a 42 centèsimes del seu propi rècord. Els relleus eren una calca dels anys anteriors, avançant l'americà Jason Lezak després que Klim, Callus i Pearson realitzessin les tres primeres postes. Thorpe accelerà enduent-se l'or amb el millor temps parcial com a relleu de la seva carrera amb 47"87 s.
Thorpe fou conservador a la semifinal dels 200 metres estil lliure la nit següent, amb la final dels 800 metres menys de mitja hora després. Seguí com una ombra a Hackett pels primers 700 m, començant a un cos de distància per recuperar distància en els darrers 50 metres, on acabà guanyant l'or amb una marca de 7'39"16 min, dos segons per sota de la seva marca mundial.
La revenja dels 200 m estil lliure contra Van den Hoogenband atorgà a Thorpe l'oportunitat de rectificar l'estratègia usada als Jocs; en aquesta ocasió deixà que el neerlandès liderés els primers 100 metres. Thorpe s'emparellà a la marca dels 150 i després accelerà fins al mur, arribant amb dos cossos de distància i millorant el seu propi rècord mundial a 1'44"06 min.
La ratxa guanyadora de Thorpe es trencà en els 100 metres estil lliure, prova on aconseguí la seva millor marca personal (48"81 s) arribant quart. Retornà al triomf en els relleus 4x200 m estil lliures, on competí al costat de Klim, Hackett i Kirby, establint un nou rècord del món (7'06"66 min).
Substituint Klim com el líder australià en els 100 metres estil lliure, Thorpe fou l'encarregat d'afermar els relleus 4x100 metres estil combinat. Després que Matt Welsh, Regan Harrison i Geoff Huegill acabessin el seu relleu, Thorpe inicià la darrera posta a mig cos darrere del nou campió mundial dels 100 m, el nord-americà Anthony Ervin. Amb la victòria de l'estatunidenc com a inevitable, Thorpe accelerà enduent-se l'or. Aquesta victòria convertí Thorpe en l'únic nedador a guanyar sis medalles d'or en el Campionat Mundial,. Fou la primera vegada des dels Jocs de Melbourne que Austràlia liderà la taula de medalles superant els Estats Units per un còmput global de 13-9.
Els èxits de Thorpe significaren l'inici de les prediccions que afirmaven que l'australià podia igualar les set medalles d'or de Mark Spitz en els Jocs Olímpics de Múnic.

### Jocs de la Commonwealth i Campionat Pan Pacific de 2002
Thorpe inicià el 2002 competint en el Campionat Australià disputat a Brisbane el març, on se seleccionava l'equip que disputaria els Jocs de la Commonwealth a Manchester i el posterior Campionat Pan Pacific. La cita esportiva estava rodejada de certa expectació després de les sis medalles d'or aconseguides per Thorpe a Fukuoka i l'especulació de si podia igualar la marca de Mark Spitz de 7 medalles d'or.
Thorpe aconseguí el primer or a la prova dels 400 m, però sense superar el rècord del món, amb una marca de 3'40"54 min. En els 200 metres s'endugué l'or amb un temps un segon més lent que la seva marca personal, adjudicant-se l'or en els 100 metres en 48"98 s. Afegí al seu repertori la prova dels 100 metres esquena, sent segon amb un temps de 55"74 s, reportant-li una plaça en els Jocs de la Commonwealth.
Per aquestes dates, la relació entre Thorpe i l'entrenador Frost començà a deteriorar-se. Thorpe sempre havia insistit que nedava doncs gaudia i podia imposar millor temps personals, i no pas per les victòries. Això contrastava amb Frost, de mentalitat més agressiva i competitiva. Thorpe ignorà els consells tècnics de Frost i enfortí la part superior del seu cos en 5 kg, per un total de 105, sent el nedador més pesant de tots els d'alt nivell. El seu raonament el duia a pensar que si guanyava força superaria la pèrdua de flexibilitat.
La primera nit de competició a Manchester reportà a Thorpe l'or en els 400 m, baixant de nou la marca en 9 centèsimes (3'40"08 min), abans de conquerir l'or en els relleus 4x100 estil lliures.
La nit següent, abans de la final dels 200 m, Thorpe discutí amb Frost a l'àrea d'escalfament per motius d'estratègia a l'hora d'afrontar la prova. Thorpe guanyà l'or, però es mostrà enfadat per haver fallat en superar la seva anterior marca, declarant públicament que "no el tenia" i que havia realitzat "un dels seus pitjors escalfaments". Thorpe rebaixà la seva marca personal en els 100 m lliures a 48"76 s aconseguint el seu quart or, alhora que conqueria dos més en les proves de 4x200 estil lliure i 4x100 combinats.
Amb la medalla de plata aconseguida en els 100 metres esquena amb una nova marca personal, fou forçat a destacar-se de Spitz, comentant que: "Penso que és una actitud limitant el fet de competir contra altres quan pots fer-ho contra tu mateix". Malgrat que la seva afirmació que la marca de Spitz mai seria igualada, Frost predigué que Thorpe podia obtenir nou medalles d'or en una olimpíada.
Malgrat la decepció de la premsa respecte al "fracàs" en no aconseguir una setena medalla, les sis medalles d'or guanyades per Thorpe iguala en les conquerides quatre anys abans per Susie O'Neill a Kuala Lumpur, completant-les totes amb temps que superaven les marques dels Jocs o del món.
El Campionat Pan Pacific començà menys d'un mes després a Yokohama, amb l'especulació de la premsa sobre la situació personal entre Thorpe i Frost. Thorpe inicià la seva participació amb una victòria sobre Hackett en els 400 m lliures amb un temps relativament mediocre, a 5 segons de la marca mundial. Poc després, els dos nedadors declararen que havien decidit conservar energia per participar en millors condicions en els 4x100 lliures que es disputava la mateixa nit. Austràlia s'endugué la victòria, amb Thorpe superant Jason Lezak en els darrers 50 metres.
Posteriorment s'adjudicà la medalla d'or en els 200 metres lliures, impulsant l'equip de relleus 4x200 m lliures a la victòria, ascendint el botí de medalles a quatre. Havent qualificat segon en els 100 metres lliures, Thorpe començà de manera conservadora, donant la volta en quart lloc. Una explosiva darrera volta l'impulsà a la seva cinquena medalla d'or amb una marca de 48"84 s.
La ratxa de Thorpe acabà a la darrera prova, la final dels relleus 4x100 m estil combinat, quan realitzà el seu segon millor temps parcial (47"20 s), temps que no impedí una victòria nord-americana.
Malgrat el seu turbulent any fou nomenat de nou Nedador de l'Any per la revista Swimming World.

## L'era Menzies
Després de la celebració del Campionat Pan Pacific Ian Thorpe anuncià la ruptura amb Frost per passar a entrenar amb un dels seus assistents, Tracey Menzies, sense experiència internacional. Thorpe admeté que hi havia tensió entre tots dos, però assegurà que la separació mantenia un caire amistós: "He decidit que, o feia aquest canvi, o anunciava la retirada". Amb el canvi d'entrenador, Thorpe buscava millorar la seva habilitat en els sprints. Abandonà els 800 metres lliures sent el campió regnant i posseïdor del rècord, encara que els seus temps en 200 i 400 metres empitjoraren durant la primera etapa d'entrenaments amb Menzies.

### Campionat Mundial de Natació de 2003
La primera gran competició on Thorpe participà sent entrenat per Menzies fou el Campionat Australià disputat a Sydney el mes de març. El nedador no baté cap rècord mundial, acabant els relleus 4x200 metres estil lliure a més de dos segons del seu millor temps. Malgrat haver superat Hackett en ambdues carreres per revalidar els seus títols, admeté estar "molt decebut" amb les seves actuacions. Thorpe trobà consol imposant un nou rècord de la Commonwealth en els 200 metres combinats, fixant la marca en 2'00"11 min, la cinquena més ràpida de l'any. Les crítiques cap a Thorpe s'incrementaren quan es retirà del Duel a la Piscina, repte entre nedadors nord-americans i australians, per un problema mèdic, malgrat haver creuat l'oceà amb causes comercials i de caritat.
Thorpe disputà al Campionat Mundial de Natació del 2003, celebrat a Barcelona, la primera competició a nivell internacional des que Menzies n'era l'entrenador. Arribava però amb uns resultats per sota de la seva mitjana i ple d'incerteses al seu entorn.
La primera nit de competició Thorpe derrotà Hackett en els 400 m estil lliure amb una marca de 2"5 s per damunt del seu propi rècord, adjudicant-se el primer dels tres ors amb què tancaria el concurs. Després de marcar un temps relativament lent en els 400, Thorpe nedà sota pressió en els 200 m estil lliure amb un Van den Hoogenband marcant un nou rècord del món al seu pas per la marca dels 100 m. Thorpe reaccionà a temps i aconseguí retenir el títol amb una marca d'1'45"14 min, per tornar a pujar al podi a la cursa dels 100 m estil lliure, on només aconseguí ser tercer (48"77 s). En les tres curses nedà per sota dels temps realitzats amb Frost d'entrenador. Acabà la participació individual experimentant certa millora en el seu temps en els 200 m combinats, on la seva millor marca personal (1'59"66 min) li reportà la plata. Thorpe retingué el títol mundial en el 4x200 m estil lliure acompanyat de Hackett, Nicholas Sprenger i Craig Evans, amb un reduït marge respecte a l'equip nord-americà, a menys de dos segons de l'or (7'08"58 min). En el relleu 4x100 m estil lliure l'equip australià s'hagué de conformar amb la quarta plaça, fet que dugué a Michael Klim a criticar públicament Thorpe, qui havia ocupat el seu lloc en el quartet.
A la fi de l'any, força complicat per Thorpe en la competició, la revista Swimming World el desplaçà a la quarta plaça en la classificació del Millor Nedador de l'Any. Tanmateix, fou nomenat de nou Nedador Australià de l'Any, conjuntament amb Hackett.

### Jocs Olímpics d'Atenes 2004
Després dels èxits aconseguits en el Campionat Mundial, Speedo generà una gran campanya publicitària oferint al nedador nord-americà Michael Phelps un milió de dòlars si podia assolir la marca de set medalles d'or aconseguida per Mark Spitz en els Jocs de Múnic. Thorpe mantingué la tessitura que la fita era impossible, abandonant la setena prova en la qual competia als Jocs, els 200 metres estils.
A finals del mes de març del 2004, durant els Campionats Australians disputats a Sydney, Thorpe perdé l'equilibri caient a l'aigua durant les proves classificatòries dels 400 m estil lliure, donant com a resultat la seva desqualificació, tot comportant la impossibilitat de defendre el títol olímpic aconseguit a Sydney. Aquest fet provocà un llarg debat entre la comunitat de la natació i el públic en general sobre si seria possible fer una excepció podent escollir també Thorpe a més del primer i el segon classificats. El Primer Ministre d'Austràlia, John Howard, va declarar que tot el que no fos la participació de Thorpe a la prova seria considerat com una autèntica "tragèdia". Thorpe aconseguí la classificació per a Atenes en les proves de 100 i 200 m estil lliure. Per contra Craig Stevens, segon classificat en els 400 m estil lliures, patí una forta pressió mediàtica a fi que cedís la seva plaça a Thorpe, fet que generà un intens debat ètic sobre la qüestió, desencadenant fortes crítiques a Thorpe des d'algun sector del món de l'esport.
La pressió per Thorpe durant el període de preparació fou molt intensa, i més quan l'australià decidí finalment participar en la prova de 200 m estil lliure i per tant, lluitar per les vuit medalles d'or. En aquesta prova hauria de competir amb Van den Hoogenband, Phelps i Hackett, en la qual fou batejada com la Carrera del Segle.
L'atenció se centrà novament en Thorpe després de la prova dels 100 m estil lliures, on aconseguí el bronze amb una marca de 48"56 s, allunyant l'objectiu de les vuit medalles. En els 400 m, prova reina per Thorpe, l'australià sortí malament, passant a un segon del seu rècord del món als 100 m. En una desordenada actuació, Thorpe recuperà opcions de triomf en liderar el pas pels 350 m, adjudicant-se l'or davant Hackett amb una diferència de 0.26 s, tres segons per sobre del rècord mundial. Thorpe sorprengué el públic en mostrar llàgrimes, un inesperat signe d'emoció, admetent que la controvèrsia creada sobre la conveniència o no de la seva participació en la prova l'havia superat.
Amb Klim recentment reincorporat després d'una sanció, i amb Callus lesionat, Thorpe només fou sisè en els 4x100 m relleus. La final dels 200 m lliures s'inicià amb Van den Hoogenband atacant de bon inici, arribant a la marca dels 100 m un segon per sota del rècord del món, i amb Thorpe a mig cos de distància. L'australià reduí gradualment la distància, passant Van den Hoogenband a 50 m de l'arribada i adjudicant-se la Carrera del Segle amb un nou rècord olímpic d'1'44"71 min. Aconseguir l'or a una prova que se li havia escapat feia quatre anys fou motiu d'emoció per Thorpe, que novament trencà a plorar.
L'endemà no fou capaç d'adjudicar-se la victòria a la prova de relleus 4x200 m lliures, on competia al costat de Hackett, Klim i Sprenger. Iniciant el darrer relleu a 1"48 s del nord-americà Keller, no fou capaç de recuperar l'avantatge, havent de conformar-se amb la plata.
Després d'Atenes, Thorpe s'agafà un descans de l'alta competició amb l'objectiu de preparar el proper Campionat Mundial de Natació, el 2005.

### 2006: intent de retorn i retirada
Thorpe tornà a competir en els Campionats Estatals el desembre del 2005 en la prova dels 200 m estil lliures amb la intenció de recuperar la forma per poder competir a Pequín, retirant-se a continuació. Anuncià que es concentraria en els 100 m lliures, abandonant la seva prova favorita, els 400 m lliures, malgrat la insistència de l'entrenador nacional Alan Thompson. Thorpe participà en les proves de classificació per als Jocs de la Commonwealth del 2006 el febrer del mateix any, adjudicant-se els 100 i 200 m estil lliures amb uns temps de 49"24 s i 1'46"42 min respectivament. L'australià es mostrà en desacord amb la seva actuació, especulant que potser s'havia precipitat en el seu retorn a les piscines.
Poc després, Thorpe anunciava que no participaria en els Jocs de la Commonwealth del 2006, al·legant una afecció pulmonar que li havia impedit entrenar-se amb normalitat. La malaltia de Thorpe fou diagnosticada posteriorment com a mononucleosi infecciosa, que afegida a una fractura en una mà el portà a repensar-se la seva carrera esportiva. Thorpe es traslladà als Estats Units per treballar al costat de Dave Salo enmig d'una creixent especulació sobre la proximitat de la fi de la seva carrera internacional.
Amb el seu retorn a Austràlia, Thorpe anuncià la fi de la seva carrera competitiva el 21 de novembre del 2007, comunicant que s'havia plantejat la retirada per un temps determinat però que finalment havia cregut convenient la retirada definitiva doncs no se sentia motivat per continuar entrenant-se i competint al màxim nivell. Thorpe acabà el discurs amb llàgrimes als ulls quan agraí al públic australià el suport rebut durant la seva carrera, afirmant que la seva retirada era un "feliç" motiu de celebració.

### 2011: intent de qualificació pels Jocs Olímpics de 2012
L'1 de febrer de 2011, Thorpe va anunciar que intentaria aconseguir una plaça als Jocs Olímpics de 2012 a Londres. Es volia concentrar en els 100 m i 200 m lliures a les contrarellotges de l'any següent: creia que podia oferir el millor rendiment per a l'equip australià en els relleus. No va nedar els 400 m adduint que no podia tenir prou temps per aconseguir la resistència necessària per a aquesta prova.

### 2012: contrarellotges olímpiques a Austràlia
L'intent de retorn de Thorpe als 200 m lliures va quedar en res el segon dia de les contrarellotges olímpiques d'Austràlia celebrats a Adelaide el 16 de març de 2012. Va nedar molt bé en les mànegues matinals (1:49.18), un temps que el col·locava en cinquena posició. A les semifinals de la tarda, però, va baixar el rendiment en els darrers 100 metres i acabà en 12è lloc amb 1:49.91.

## Estil

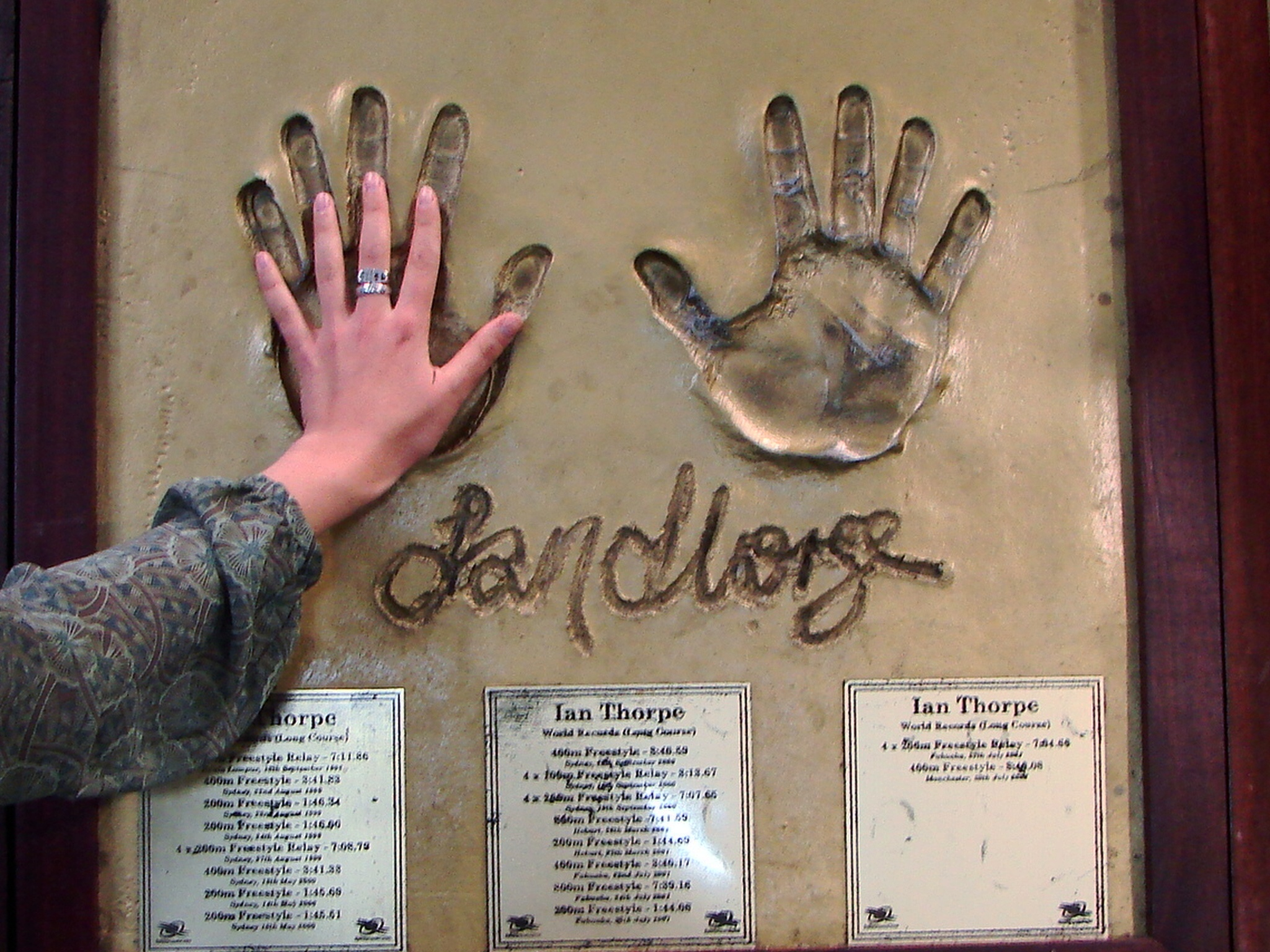
Empremtes de les mans d' Ian Thorpe al Centre Olímpic Parc Aquàtic de Sydney.

L'èxit de Thorpe ha estat atribuït a l'ètica de treball, a la força mental, al seu poderós cop de peu, o a l'habilitat per accelerar i adaptar-se al medi aquàtic. El seu primer entrenador, Don Talbot l'etiquetà com "el més gran nedador que el món hagi pogut veure". Encara que Swimming World esmentà com a "extraordinària" i "superior" la seva tècnica, Talbot es mostrava en desacord, car creia que l'èxit de Thorpe residia en el volum de treball de la seva batuda, la més valuosa de les seves armes, que atribuïa a la inusual llargada dels seus peus. Talbot considerava que part del poder de Thorpe residia en la capacitat de recuperació física entre curses durant un campionat.
Després d'anunciar la retirada, l'entrenador de l'equip nord-americà de natació Bob Bowman, qualificà Thorpe com "el més gran nedador de mitjana distància de tots els temps i com el nedador de relleus més gran que havia vist". Agraí a Thorpe haver popularitzat la natació i recomanava al seu jove deixeble Michael Phelps que agafés Thorpe com a model. El president del Comitè Olímpic Australià John Coates asseverà que "d'aquí a 50 anys els australians encara recordaran les gestes d'Ian Thorpe", agraint públicament el treball que el nedador havia realitzat a favor del moviment olímpic. Dawn Fraser, el primer esportista que aconseguí guanyar una mateixa prova en tres Jocs Olímpics diferents, comentà que Thorpe era el "més gran nedador del planeta", tot lamentant que l'australià no hagués pogut aconseguir un hat-trick en els 400 m estil lliure.

## Acusacions de dopatge
Els èxits esportius de Thorpe foren posats sota l'ombra del dopatge amb l'aparició de rumors que vinculaven els rècords d'Ian a l'ús de substàncies il·legals. L'any 2000, just abans dels Jocs Olímpics de Sydney, Thorpe fou acusat de dopatge per l'entrenador i el capità de l'equip de natació d'Alemanya, assegurant que el físic de Thorpe patia els símptomes de la utilització de drogues i que els seus rècords mundials quedaven sota sospita. L'any 2007, el periòdic francès L'Équipe publicava que Thorpe havia donat "nivells anormals" de dues substàncies prohibides durant un test antidopatge.
L'Autoritat Antidopatge d'Esport Australiana (ASADA) confirmà posteriorment que s'havia investigat Thorpe sense trobar cap mostra positiva. Thorpe negà els rumors en una conferència de premsa on esmentà l'existència d'una campanya contra seu. Apostà per la introducció de les proves sanguínies, prometent entregar mostres sanguínies de tests anteriors, tot criticant la FINA per procedir de manera incorrecta en la lluita contra el dopatge. L'ASADA declarà Thorpe net de qualsevol rastre en l'ús de substàncies prohibides donant el cas per tancat.

## Vida privada

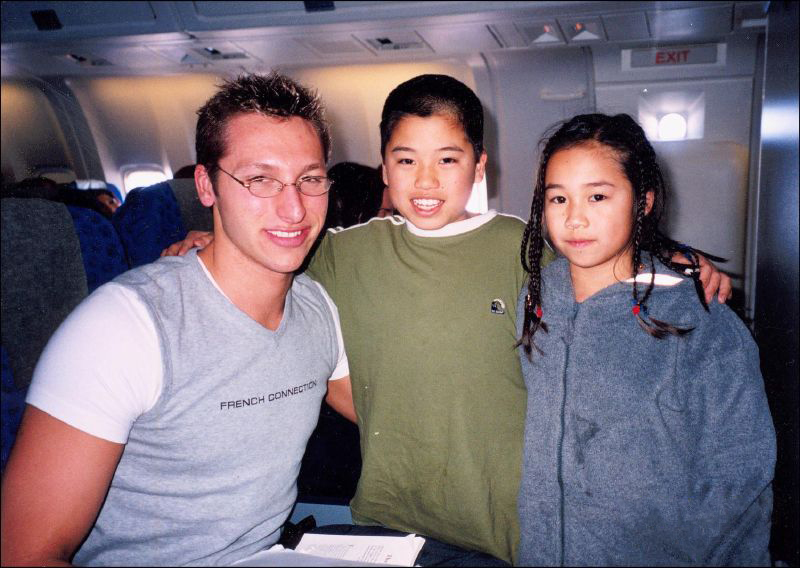
Thorpe amb fans l'any 2000.

Ian Thorpe és un dels esportistes més populars i coneguts d'Austràlia. Malgrat competir en un esport on la majoria d'atletes internacionals viuen sota el llindar de pobresa, Thorpe es convertí en icona publicitària superant en importància futbolistes que competien setmanalment. A més d'estar esponsoritzat per Adidas, Thorpe es vinculà publicitàriament a Qantas, Telstra i Seven Network. Malgrat la seva enorme popularitat, la seva conducta sempre fou considerada correcta i humil. Força interessat en la moda, fou ambaixador d'Armani, i comptà amb la seva pròpia línia de joieria i roba interior. Sempre s'especulà amb la presumpta homosexualitat de Thorpe, convertit en icona gai a Internet. El 2002 acabà amb el rumor en una entrevista a la ràdio, on assegurava ser heterosexual, malgrat mostrar-se afalagat per aquesta rumorologia.
En una entrevista televisada el juliol de 2014 amb el presentador de tertúlia anglès Michael Parkinson, Thorpe va sortir de l'armari com a gai després d'anys de negar públicament la seva homosexualitat. Va afirmar: «Em sento còmode dient que sóc un home gai. I no vull que la gent se senti igual que jo. Pots madurar, pots estar còmode i pots ser gai.» Va afegir: «Estic dient al món que sóc gai... i espero que això ho faci més fàcil per als altres ara, i fins i tot si ho has estat contenint durant anys, és més fàcil deixar-ho sortir.» El 2016 va començar a sortir amb el model Ryan Channing. El desembre de 2017, va dir que no tenia previst casar-se amb el seu xicot «aviat» i que li agradaria ser pare. El juny de 2019, Thorpe i Channing es van separar.
Els interessos de Thorpe en la moda i la cultura el feren visitar Nova York amb freqüència, sobretot a causa de la relació comercial amb Armani. Thorpe estava present a les Torres Bessones el matí de l'11 de setembre del 2001. Durant el seu viatge pels Estats Units aquell mateix setembre fou entrevistat a The Tonight Show with Jay Leno, amb una notable audiència tenint en compte que la natació no té gaire públic en comparació a altres esports. Thorpe es convertí en portaveu de la fallida candidatura olímpica de Nova York 2012, anunciant la seva retirada de les piscines si la ciutat novaiorquesa sortia escollida.
Thorpe participà en un reality show a la televisió australiana l'any 2002 anomenat Undercover Angels, en el qual s'imitava la sèrie Els Àngels de Charlie. El show implicava Thorpe amb tres joves noies que s'havien de preparar per defensar gent que ho necessités. Malgrat l'èxit de públic amb una audiència que superava el milió d'espectadors, fou durament criticat pels crítics. A més, Thorpe col·laborà d'extra a la sitcom nord-americana Friends.

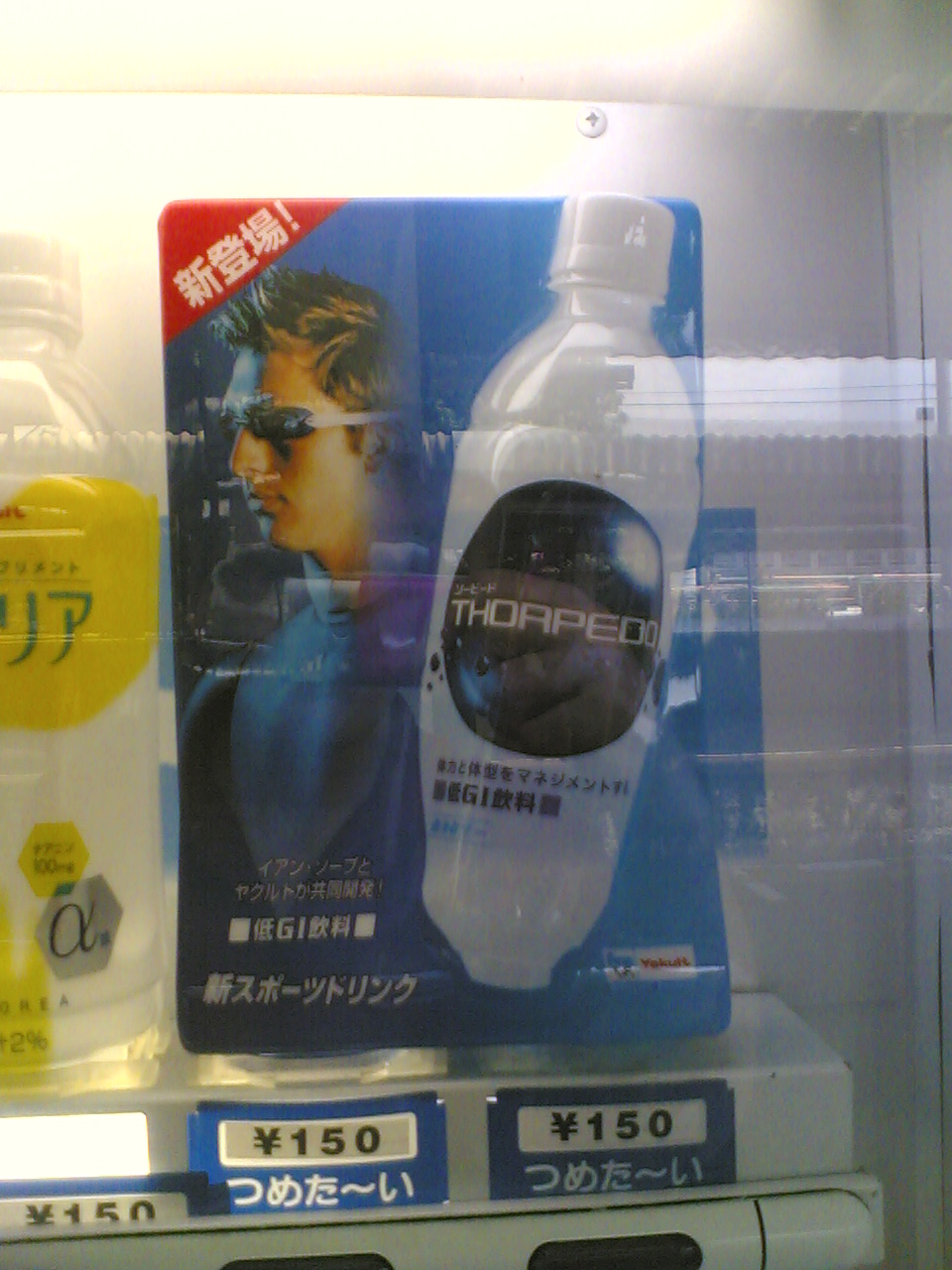
Thorpedo, beguda energètica de Yakult.

Thorpe és especialment popular a Àsia, sobretot al Japó. Fou identificat l'any 2000 per TV Asahi com el nedador que s'adjudicaria més triomfs en el proper Campionat Mundial de Natació del 2001, que s'havia de disputar a Fukuoka, destacant-se la seva capacitat d'atracció mediàtica i publicitària. L'australià visità el Japó abans dels Campionats promocionant una sèrie de televisió sobre el mateix Campionat. L'any 2002, durant una cerimònia en record a les víctimes dels atacs terroristes de l'11 de setembre, fou nomenat per la Comissió de Turisme Australiana com ambaixador turístic al Japó. Aquesta campanya incloïa una trobada amb Junichiro Koizumi, Primer ministre del Japó, a fi de promocionar el turisme japonès a Austràlia. L'any 2005 la companyia japonesa Yakult tragué una beguda energètica al mercat batejada com a 'Thorpedo' prestant Thorpe la imatge a la botella.
Més recentment, Thorpe s'ha destacat com un filantròpic, fundant la Ian Thorpe's Fountain for youth, l'any 2000. L'organització buscava fons de finançament per investigar malalties en la infància així com patrocinadors per construir escoles i orfenats per nens amb discapacitats a Pequín. A més, Thorpe treballa conjuntament amb la Fundació Fred Hollows per millorar les condicions de vida de les comunitats aborígens australianes.

## Palmarès

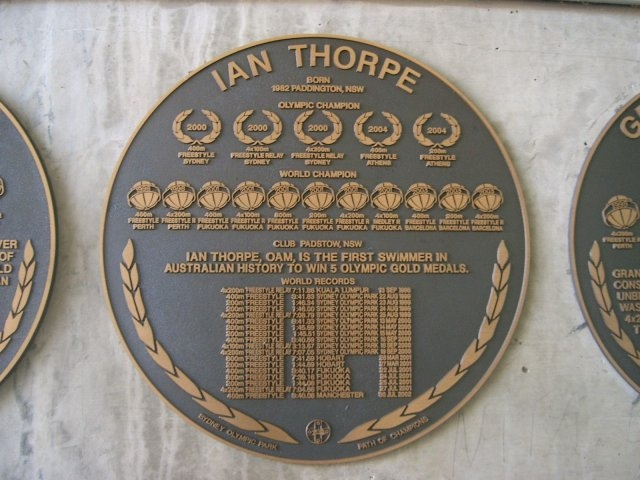
Placa commemorativa detallant el palmarès d'Ian Thorpe en els murs del Centre Aquàtic de Sydney

Les taules següents detallen el palmarès international d'Ian Thorpe. Pel que fa a les estadístiques, destacar que « RM » significa rècord del món, « RO » rècord olímpic, i « RC » rècord dels Campionats.

### Jocs Olímpics d'estiu
En dues participacions en els Jocs Olímpics, Ian Thorpe aconseguí 9 medalles, 5 d'or. D'aquests cinc títols olímpics, 2 foren participant en els relleus. Incloent categoria femenina, l'australià és el vuitè nedador amb més medalles en la història de la natació als Jocs Olímpics.
| Prova / Edició       | Sydney 2000           | Atenes 2004           |
| 100 m estil lliure   | -                     | Bronze 48 s 56        |
| 200 m estil lliure   | Plata 1 min 45 s 83   | Or 1 min 44 s 71 (RO) |
| 400 m estil lliure   | Or 3 min 40 s 59 (RM) | Or 3 min 43 s 10      |
| 4x100 m estil lliure | Or 3 min 13 s 67 (RM) | 6è 3 min 15 s 77      |
| 4x200 m estil lliure | Or 7 min 07 s 05 (RM) | Plata 7 min 07 s 46   |
| 4x100 m estils       | Plata -               | -                     |

### Campionats Mundials de Natació
Durant la seva carrera, Ian Thorpe aconseguí 16 medalles en els Campionats del món de natació. 13 d'aquestes medalles van ser obtingudes en piscina llarga, mentre que les altres 3 pertanyen a l'única participació del nedador en el Campionat Mundial de Natació en Piscina Curta. En piscina llarga, l'australià és el tercer nedador amb més medalles de la història després de Michael Phelps i Grant Hackett (amb 18 medalles cadascun). Pel que fa a les medalles d'or, Thorpe és segon darrere Phelps, amb 11 títols contra 14 del nord-americà.
| Prova / Edició       | Piscina llarga | Piscina llarga    | Piscina llarga    |                   | Piscina curta |
| Prova / Edició       | Perth 1998     | Fukuoka 2001      | Barcelona 2003    | Hong Kong 1999    |               |
| 100 m estil lliure   | -              | 4t 48s 81         | Bronze 48s 77     | -                 |               |
| 200 m estil lliure   | -              | Or 1min 44s 06 RM | Or 1min 45s 14    | Or 1min 43s 28 RM |               |
| 400 m estil lliure   | Or 3min 46s 29 | Or 3min 40s 17 RM | Or 3min 42s 58    | Plata 3min 35s 64 |               |
| 800 m estil lliure   | -              | Or 7min 39s 16 RM | -                 | -                 |               |
| 200 m estils         | -              | -                 | Plata 1min 59s 66 | -                 |               |
| 4x100 m estil lliure | -              | Or 3min 14s 10    | 4t 3min 15s 67    | Or 3min 11s 21    |               |
| 4x200 m estil lliure | Or 7min 12s 45 | Or 7min 04s 66    | Or 7min 04s 66    | -                 |               |
| 4x100 m estils       | -              | Or 3min 35s 35    | -                 | -                 |               |

### Altres
Aquest és el palmarès d'Ian Thorpe en les dues altres competicions internacionals disputades durant la seva carrera com a nedador: els Campionats Pan Pacifics i els Jocs de la Commonwealth.
| Competició / Prova      | Competició / Prova | Estil lliure | Estil lliure      | Estil lliure      | Esquena      | Relleus         | Relleus           | Relleus           |
| Competició / Prova      | Competició / Prova | 100 m        | 200 m             | 400 m             | 100 m        | 4x100 m lliures | 4x200 m lliures   | 4x100 m estils    |
| Campionats Pan Pacific  | Fukuoka 1997       | -            | -                 | Plata 3min 49s 64 | -            | -               | Plata 7min 15s 72 | -                 |
| Campionats Pan Pacific  | Sydney 1999        | -            | Or 1min 46s 00 RM | Or 3min 41s 83 RM | -            | Or 3min 16s 08  | Or 7min 08s 79 RM | -                 |
| Campionats Pan Pacific  | Yokohama 2002      | Or 48s 84    | Or 1min 44s 75 RC | Or 3min 45s 28    | -            | Or 3min 15s 15  | Or 7min 09s 00    | Plata 3min 34s 84 |
| Jocs de la Commonwealth | Kuala Lumpur 1998  | -            | Or 1min 46s 70    | Or 3min 44s 35    | -            | Or 3min 17s 83  | Or 7min 11s 86 RM | -                 |
| Jocs de la Commonwealth | Manchester 2002    | Or 48s 73    | Or 1min 44s 71    | Or 3min 40s 08 RM | Plata 55s 38 | Or 3min 16s 42  | Or 7min 11s 69    | Or 3min 36s 05    |

## Rècords i premis
Aquesta taula detalla els 17 rècords del món individuals batuts per Ian Thorpe durant la seva carrera. 13 d'aquests rècords van ser aconseguits en piscina olímpica.
| Prova                               | Temps       | Competició                                    | Lloc                   | Data       |
| 200 m estil lliure                  | 1min 46s 34 | Campionats Pan Pacifics 1999                  | Sydney, Austràlia      | 23/08/1999 |
| 200 m estil lliure                  | 1min 46s 00 | Campionats Pan Pacifics 1999                  | Sydney, Austràlia      | 24/08/1999 |
| 200 m estil lliure                  | 1min 45s 69 | Campionats d'Austràlia                        | Sydney, Austràlia      | 14/05/2000 |
| 200 m estil lliure                  | 1min 45s 51 | Campionats d'Austràlia                        | Sydney, Austràlia      | 15/05/2000 |
| 200 m estil lliure                  | 1min 44s 69 | Campionats d'Austràlia                        | Hobart, Austràlia      | 27/03/2001 |
| 200 m estil lliure                  | 1min 44s 06 | Campionats del món de natació 2001            | Fukuoka, Japó          | 25/07/2001 |
| 200 m estil lliure en piscina curta | 1min 43s 28 | Campionats del món en piscina curta 1999      | Hong Kong, Xina        | 01/04/1999 |
| 200 m estil lliure en piscina curta | 1min 42s 54 | Copa del món de natació FINA en piscina curta | Sydney, Austràlia      | 17/01/2000 |
| 200 m estil lliure en piscina curta | 1min 41s 10 | Copa del món de natació FINA en piscina curta | Berlín, Alemanya       | 06/02/2000 |
| 400 m estil lliure                  | 3min 41s 83 | Campionats Pan Pacifics 1999                  | Sydney, Austràlia      | 22/08/1999 |
| 400 m estil lliure                  | 3min 41s 33 | Campionats d'Austràlia                        | Sydney, Austràlia      | 13/05/2000 |
| 400 m estil lliure                  | 3min 40s 59 | Jocs Olímpics de Sydney 2000                  | Sydney, Austràlia      | 16/09/2000 |
| 400 m estil lliure                  | 3min 40s 17 | Campionats del món de natació 2001            | Fukuoka, Japó          | 22/07/2001 |
| 400 m estil lliure                  | 3min 40s 08 | Jocs de la Commonwealth de 2002               | Manchester, Regne Unit | 30/07/2002 |
| 400 m estil lliure en piscina curta | 3min 39s 32 | ?                                             | Perth, Austràlia       | 25/09/1998 |
| 800 m estil lliure                  | 7min 41s 59 | Campionats d'Austràlia                        | Hobart, Austràlia      | 26/03/2001 |
| 800 m estil lliure                  | 7min 39s 16 | Campionats del món de natació 2001            | Fukuoka, Japó          | 24/07/2001 |

A més d'aquests 17 rècords del món individuals, Ian Thorpe ha batut alguns rècords del món en relleus:
- 1 a la prova de 4x100 m estil lliure relleus.
- 5 a la prova de 4x200 m estil lliure relleus.

| Rècords |
| ------- |

| Premis |
| ------ |